# Lazy Days
Lazy Days (englisch für: „Faule Tage“) ist ein Lied des britischen Popsängers Robbie Williams aus dem Jahr 1997.

## Entstehung und Veröffentlichung
Das Lied wurde vom Interpreten selbst, zusammen mit Guy Chambers, geschrieben beziehungsweise komponiert. Chambers zeichnete darüber hinaus mit Steve Power für die Produktion verantwortlich.
Die Erstveröffentlichung von Lazy Days erfolgte als Single am 14. Juli 1997. Am 29. September 1997 erschien es als Teil von Williams’ Debütalbum Life Thru a Lens.

## Musikvideo
Das Musikvideo zu Lazy Days entstand unter der Regie von Thomas Napper. Bis August 2023 zählte es über 900 Tausend Aufrufe bei YouTube.

## Charts und Chartplatzierungen
| ChartsChartplatzierungen     | Höchstplatzierung | Wochen |
| ---------------------------- | ----------------- | ------ |
| Deutschland (GfK)            | 90 (1 Wo.)        | 1      |
| Vereinigtes Königreich (OCC) | 8 (9 Wo.)         | 9      |